# Mark Lewis Jones
Mark Lewis Jones est un acteur britannique né le 31 août 1964 à Rhosllannerchrugog au Pays de Galles.

## Biographie
Mark Lewis Jones est né le 31 août 1964 à Rhosllannerchrugog, pays de Galles.

## Filmographie

### Cinéma

#### Longs métrages
- 1985 : Les Débiles de l'espace (Morons from Outer Space) de Mike Hodges : Godfrey
- 1986 : Valhalla de Peter Madsen et Jeffrey James Varab : Odin (voix)
- 1989 : The Angry Earth de Karl Francis : Guto
- 1990 : Le grand simulateur (Paper Mask) de Christopher Morahan : Dr Lloyd
- 1999 : Solomon and Gaenor de Paul Morrison : Crad Rees
- 2003 : Master and Commander : De l'autre côté du monde (Master and Commander: The Far Side of the World) de Wolfgang Petersen : Mr Hogg
- 2004 : Troie (Troy) de Wolfgang Petersen : Tecton
- 2006 : Little White Lies de Caradog W. James : Dr James
- 2006 : Daddy's Girl de D.J. Evans : Eisner
- 2008 : Deux Sœurs pour un roi (The Other Boleyn Girl) de Justin Chadwick : Brandon
- 2008 : Caught in the Act de Matt Lipsey : Alan
- 2010 : Robin des Bois (Robin Hood) de Ridley Scott : Stone Mason Longstride
- 2013 : Drakkar (A Viking Saga: The Darkest Day) de Chris Crow : Æthelwulf de Wessex
- 2014 : Sniper 5 : L'Héritage (Sniper: Legacy) de Don Michael Paul : Shope
- 2015 : Queen of the Desert de Werner Herzog : Frank Lascelles
- 2015 : Just Jim de Craig Roberts : Donald
- 2015 : Enfant 44 (Child 44) de Daniel Espinosa : La Tortue
- 2015 : Yr Ymadawiad de Gareth Bryn : Stanley
- 2016 : À ceux qui nous ont offensés (Trespass Against Us) d'Adam Smith : P.C. Pollock
- 2016 : The Lighthouse de Chris Crow : Thomas Griffiths
- 2017 : Star Wars, épisode VIII : Les Derniers Jedi (Star Wars: Episode VIII – The Last Jedi) de Rian Johnson : Capitaine Canady
- 2018 : Le Bon Apôtre (Apostle) de Gareth Evans : Quinn
- 2018 : Gwen de William McGregor : Mr Wynne
- 2019 : L'Art du mensonge (The Good Liar) de Bill Condon : Bryn
- 2020 : Rebecca de Ben Wheatley : Inspecteur Welch
- 2021 : L'Étau de Munich (Munich: The Edge of War) de Christian Schwochow : Sir Osmund Cleverly
- 2021 : L'as du golf (The Phantom of the Open) de Craig Roberts : Cliff
- 2023 : Bolan's Shoes d'Ian Puleston-Davies : Geraint
- 2023 : Y Swn de Lee Haven Jones : William Whitelaw
- 2023 : Sweetland de Christian Sparkes : Moses

#### Courts métrages
- 2003 : The Measure of My Days de Caradog W. James : Un évadé
- 2006 : Hydra de Christopher Nurse : Jones
- 2007 : Olas de verano de Cesar Talamantes : Steve Baldini
- 2010 : The Cursed Mirror de Jon Rennie : Sir Oswallt
- 2018 : Partridge in a Bear Tree d'Adam Bailey : Bear
- 2022 : Murmur de Simon Smith : Roy

### Télévision

#### Séries télévisées
- 1991 : The Bill : Un médecin
- 1991 : Heroes II: The Return : Major Reggie Ingleton
- 1992 : Between the Lines : P.C. Terry Gilzean
- 1995 / 2002 : A Mind to Kill : Geraint Humphries / Gethin Purse
- 1995 / 2012 : Casualty : Allsop / Caleb Flack
- 1996 : Dangerfield : DI Dicky Sutton
- 1996 : Soldier Soldier : Capitaine Jonathan Bell
- 1996 - 1997 : La Vie en face (This Life) : Dale Jones
- 1997 : Bride of War : Un commandant
- 1999 : Brigade volante : David Ancrom
- 2000 : Jason et les Argonautes (Jason and the Argonauts) : Mopsus
- 2000 : Where the Heart Is : Brian Price
- 2001 : The Infinite Worlds of H.G. Wells : Arthur Brownlow
- 2001 : Tales from Pleasure Beach : Dunk
- 2001 - 2002 : The Bench : Des Davies
- 2002 : Holby City : Reece King
- 2003 : MI-5 (Spooks) : Mark Wooley
- 2003 : Red Cap : Police militaire (Red Cap) : Gary Jennings
- 2004 : La Loi de Murphy (Murphy's Law) : Simpson
- 2004 : Murder Prevention : DS Ray Lloyd
- 2005 : 55 degrés nord (55 Degrees North) : Russell Bing
- 2005 : Meurtres en sommeil (Waking the Dead) : Tom McQueen
- 2006 : Torchwood : John Ellis
- 2007 : Y Pris : Chef Bryan Jones
- 2007 : The Commander : DCI Doug James
- 2008 : The Passion : Marc
- 2009 : Londres, police judiciaire (Law and Order: UK) : Mark Powell
- 2009 : Crash : Mr Hill
- 2009 : Merlin : Roi Olaf
- 2011 : Affaires non classées (Silent Witness) : Frank Skipper
- 2011 : Being Human : La Confrérie de l'étrange (Being Human) : Richard
- 2011 : Game of Thrones : Shagga
- 2011 : Baker Boys : Pete
- 2012 : Titanic : David Evans
- 2012 : Silk : Sergent Chris Pierce
- 2012 : Sinbad : Azdi
- 2012 - 2013 / 2015 - 2017 : Stella : Rob Morgan
- 2013 : Atlantis : Mac
- 2013 : Talking to the Dead : DCI Owen Jackson
- 2014 : 37 Days : David Lloyd George
- 2014 : Puppy Love : Dave Wilson
- 2015 : Hinterland : John Bell
- 2015 : Father Brown : Arnold Francis
- 2016 : Monstre sacré (National Treasure) : Gerry
- 2016 - 2018 : Byw Celwydd : Dylan
- 2017 - 2021 : Keeping Faith : Steve Baldini
- 2018 : Hidden : Endaf Elwy
- 2019 : Chernobyl : Général Vladimir Pikalov
- 2019 : The Crown : Edward Millward
- 2019 : The Accident : Iwan Bevan
- 2020 : The Third Day : Jason
- 2020 : Gangs of London : Kinney Edwards
- 2021 : The Pact : Père Martin
- 2022 : Da Y Mellt : Mici
- 2022 : The Tuckers : Mad Malcolm
- 2022 - 2023 : Outlander : Tom Christie
- 2023 : Bodies : Andrew Morley
- 2023 : The Reckoning : Charles Hullighan
- 2023 : The Cleaner : Richard
- 2024 : Mon petit renne (Baby Reindeer) : Gerry
- 2024 : The Way : Glynn
- 2024 : The Red King : Gruffudd Prosser

#### Téléfilms
- 1989 : The Shell Seekers de Waris Hussein : Danus
- 2002 : Lenny Blue d'Andy Wilson : DC Huw Morgan
- 2001 : Les Brumes d'Avalon (The Mists of Avalon) d'Uli Edel : Uther
- 2004 : Face au mensonge (Lie with Me) de Susanna White : Paul Stebbings
- 2009 : Framed d'Andy De Emmony : Daffyd Hughes
- 2023 : Men Up d'Ashley Way : Eddie O'Connor

### Jeux vidéos
- 2009 : Risen : Maître Pallas / Alvaro / Cormac (voix)
- 2011 : Dragon Age 2 : Ser Emeric / Veld / Paivel (voix)
- 2011 : The Witcher 2: Assassins of Kings : Letho de Guletta (voix)
- 2011 : Warhammer 40,000: Space Marine : Nemeroth / Thrax (voix)
- 2011 : Ni no kuni : Kublai (voix)
- 2013 : Puppeteer : Général Dog (voix)
- 2015 : The Witcher 3: Wild Hunt : Letho de Guletta (voix)

## Voix francophones
En France
| - Jean-François Aupied dans : - MI-5 (série télévisée) - L'art du mensonge - Rebecca - Jean-Bernard Guillard dans : - The Witcher 3: Wild Hunt (voix, jeu vidéo) - Star Wars, épisode VIII : Les Derniers Jedi - Stéphane Bazin dans : - Carnival Row (série télévisée, 1re voix) - L'Étau de Munich | Et aussi - Patrick Floersheim dans Les Brumes d'Avalon - Antoine Tomé dans Being Human : La Confrérie de l'étrange (série télévisée) - Claude Naslot dans The Witcher 2 (voix, jeu vidéo) - Gabriel Le Doze dans The Crown (série télévisée) - Lionel Bourguet dans Le Bon Apôtre - Jean-Michel Vovk dans Gangs of London (série télévisée) - Georges D'Audignon dans The Pact (en) (série télévisée) - Jean-Marc Delhausse dans Outlander (série télévisée) - Fabrice de La Villehervé dans Carnival Row (série télévisée, 2e voix) |